# Look What the Cat Dragged In
Look What the Cat Dragged In ist das Debütalbum der US-amerikanischen Glam-Metal-Band Poison.

## Entstehung
Poison wurde 1983 in Harrisburg, Pennsylvania, unter dem Namen Paris gegründet. Neben Sänger Bret Michaels bestand die Band aus dem Schlagzeuger Rikki Rockett, dem Bassisten Bobby Dall und dem Gitarristen Matt Smith. Die Band siedelte nach Los Angeles um und produzierte nach der Umbenennung in Poison ein Demoband für Atlantic Records, konnte die Schallplattenfirma damit jedoch nicht überzeugen. Matt Smith verließ die Band, als seine Freundin ein Kind erwartete, und wurde durch C. C. DeVille ersetzt.
1986 entstand unter der Regie des Produzenten Rik Browde ein selbstfinanziertes Album, für dessen Tonmischung Michael Wagener verantwortlich zeichnete. Im Anschluss begleiteten Poison als Vorgruppe die Tourneen von Quiet Riot, Loudness, Cheap Trick und Ratt.
Für das Schallplattencover erklärte die Band ihrem damaligen Photographen anhand von Frauenzeitschriften wie Vogue, Elle und Cosmopolitan, wie sie aussehen wollte; infolgedessen gab es, wie ihr damaliger Photograph erklärt, „Kerle auf dem [Sunset] Strip, die die Schnecken von Poison ficken wollten“.

## Titelliste
1. (3:17) Cry Tough
2. (3:05) I Want Action
3. (3:34) I Won’t Forget You
4. (4:04) Play Dirty
5. (3:09) Look What the Cat Dragged In
6. (3:44) Talk Dirty to Me
7. (3:39) Want Some, Need Some
8. (2:33) Blame it on You
9. (3:14) No. 1 Bad Boy
10. (2:45) Let Me go to the Show

## Rezeption
Poison waren vom Start weg erfolgreich. Die erste ausgekoppelte Single, Talk Dirty to Me, erreichte die Top Ten der US-Single-Charts, I Won’t Forget You schaffte es bis auf Platz 13, I Want Action erreichte Platz 50. In Großbritannien schafft es Talk Dirty to Me auf Platz 67, das wenig später veröffentlichte Cry Tough erreichte Platz 97. In den USA schoss das Album bis auf Platz 3 der Album-Charts und wurde im März 1987 mit einer Goldenen Schallplatte ausgezeichnet. Bereits im April 1987 folgte die Platinauszeichnung, und im September 1987 Doppelplatin. Look What the Cat Dragged In erhielt am 7. August 1990 Dreifach-Platin.
Holger Stratmann schrieb im von ihm herausgegebenen Rock Hard über das Debüt von Poison, „schon das Cover, der Lippenstift, die viele Schminke...“ seien „zum Kotzen!!!“ Er wolle aber „mal tolerant sein“ und sich das Album anhören. Das Ergebnis beschrieb er mit „Iiiiiiiiiiiihhhh!“ Es handele sich um „Teeniesülzmetal wie ihn Sweet vor Jahren noch härter und besser auf die Beine“ gebracht hätten, „klischeehafter und dümmer“ ginge es nicht mehr.